# Jan Doležálek
Jan Doležálek (* 23. května 2002 Pardubice[zdroj?]) je český atlet, kladivář.
V roce 2021 vyhrál juniorský světový šampionát v novém českém rekordu kategorie juniorů (77,83 m s 6kg kladivem). Zároveň je tak zatím jediným českým kladivářem v této kategorii, který překonal hranici 75 metrů. V anketě Atlet roku získal ocenění Objev roku 2021. 

## Sportovní kariéra
Doležálek začal s atletikou v roce 2017 na stadionu v Pardubicích, kde začínal u běhů a skoků a přes oštěp se dostal i ke kladivu. V kategorii juniorů je držitelem národního rekordu, který překonal hned několikrát. Poprvé tento rekord vylepšil 5. září 2020 v Ostravě, kde hodem dlouhým 76,38 m překonal předchozího držitele Lukáše Melicha.
Na mistrovství Evropy juniorů v Tallinnu v roce 2021 hodil kladivo nejdále do vzdálenosti 75,27 m a obsadil tak páté místo. Na mistrovství světa juniorů v roce 2021 vyhrál kvalifikaci hodem dlouhým 77,58 m. Finále pak po velmi napínavém boji vyhrál hodem dlouhým 77,83 m. Soupeře na druhém a třetím místě za sebou nechal pouze o 5 a 13 centimetrů a z mistrovství světa juniorů si tak odvezl zlatou medaili.